# Меддібемпс (Мен)
Меддібемпс (англ. Meddybemps) — місто (англ. town) в США, в окрузі Вашингтон штату Мен. Населення — 139 осіб (2020).

## Демографія
Згідно з переписом 2010 року, у місті мешкало 157 осіб у 80 домогосподарствах у складі 49 родин. Було 182 помешкання
Расовий склад населення:
| - 99,4 % — білих |

До двох чи більше рас належало 0,0 %. Частка іспаномовних становила 0,0 % від усіх жителів.
За віковим діапазоном населення розподілялося таким чином: 13,4 % — особи молодші 18 років, 66,2 % — особи у віці 18—64 років, 20,4 % — особи у віці 65 років та старші. Медіана віку мешканця становила 52,3 року. На 100 осіб жіночої статі у місті припадало 93,8 чоловіків;  на 100 жінок у віці від 18 років та старших — 94,3 чоловіків також старших 18 років.
Середній дохід на одне домашнє господарство  становив 73 385 доларів США (медіана — 65 625), а середній дохід на одну сім'ю — 80 620 доларів (медіана — 66 875). За межею бідності перебувало 13,9 % осіб, у тому числі 60,0 % дітей у віці до 18 років та 11,4 % осіб у віці 65 років та старших.
Цивільне працевлаштоване населення становило 56 осіб. Основні галузі зайнятості: освіта, охорона здоров'я та соціальна допомога — 35,7 %, виробництво — 19,6 %, роздрібна торгівля — 8,9 %, будівництво — 7,1 %.